# Provincia de Constantina
La provincia de Constantina (en árabe: ولاية قسنطينة) es una de las 48 provincias (valiatos) de Argelia, cuya capital es la ciudad del mismo nombre, Constantina o Qusantînah, ubicada al noreste del país.

## Municipios con población de abril de 2008
- Aïn Abid: 31 743
- Aïn Smara: 36 998
- Beni Hamiden: 9397
- Constantina: 448 374
- Didouche Mourad: 44 951
- El Khroub: 179 033
- Hamma Bouziane: 79 952
- Ibn Badis: 18 735
- Ibn Ziad: 18 861
- Messaoud Boudjriou: 9050
- Ouled Rahmoune: 26 132
- Zighoud Youcef: 35 248

## División administrativa
La provincia está dividida en 6 dairas (distritos), que a su vez se dividen en 12 comunas (ciudades). Las comunas son: Constantina, El Khroub, Aïn Smara, Hamma Bouziane, Didouche Mourad, Ben Badis, Zighoud Youcef, Aïn Abid, Ouled Rahmoune, Ibn Ziad, Messaoud Boudjriou, Beni H'midene.